# Sotsvampar
.

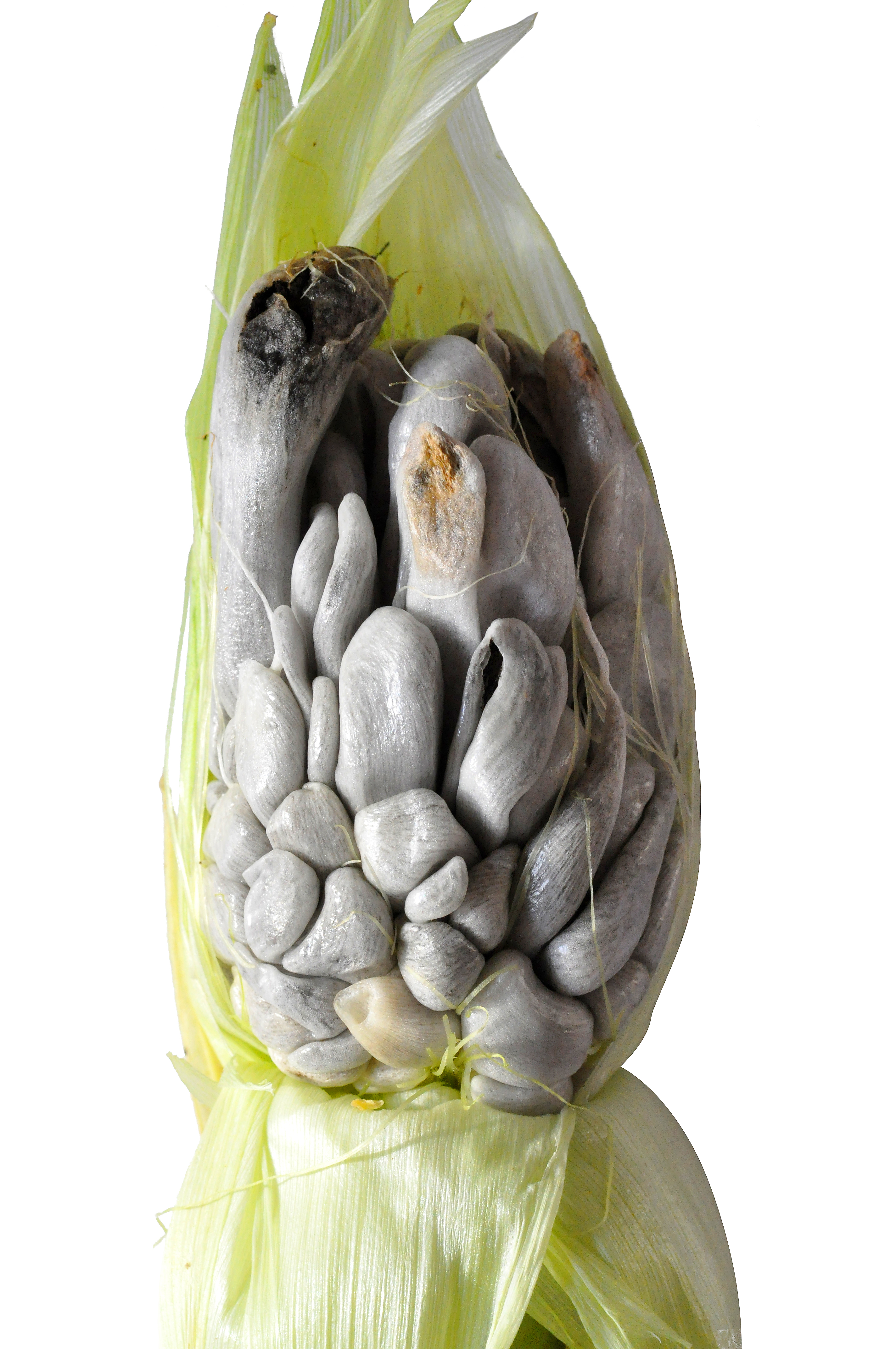
Majskolv angripen av majssot.

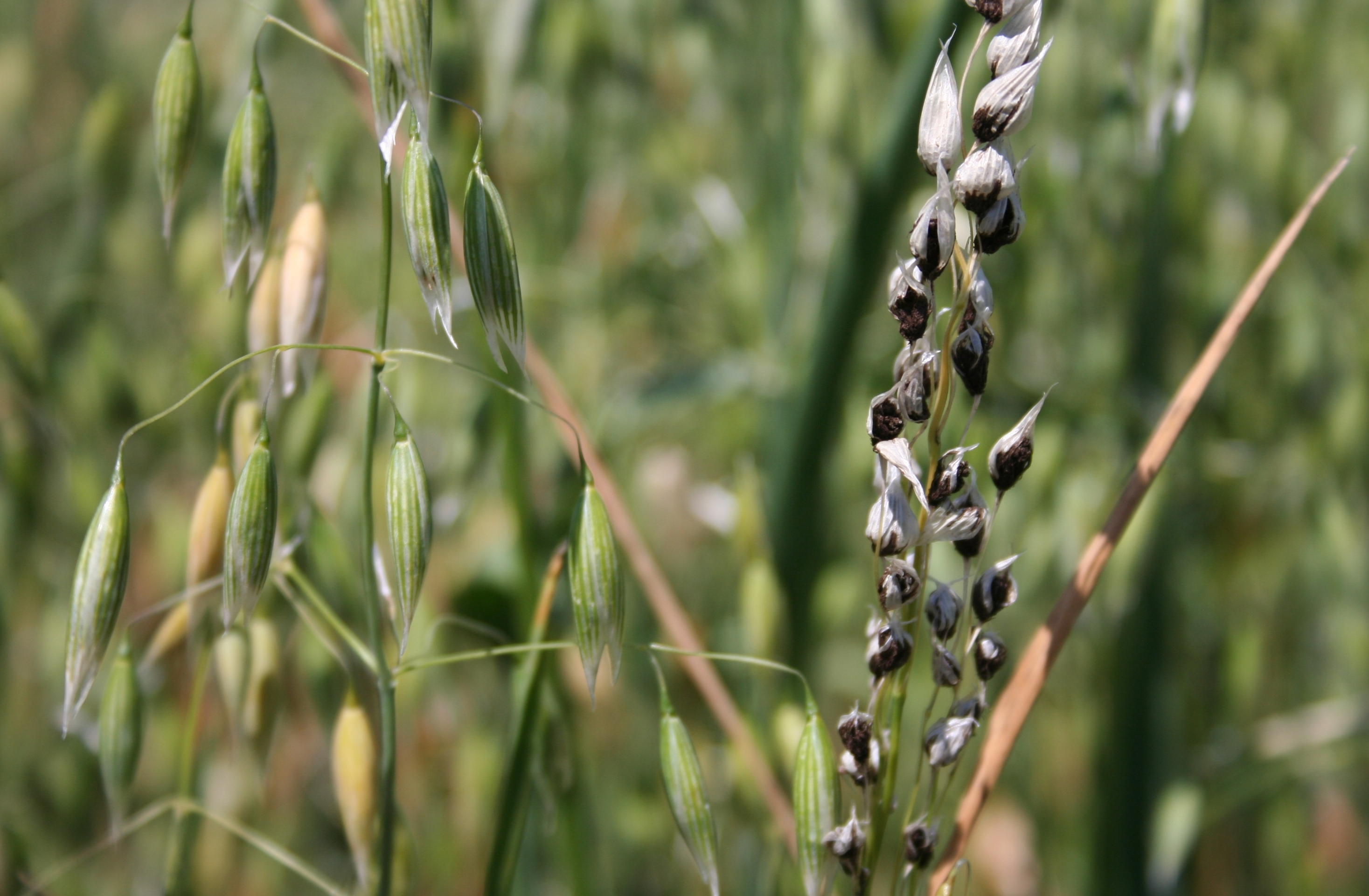
Havrevippan till höger är angripen av havreflygsot.

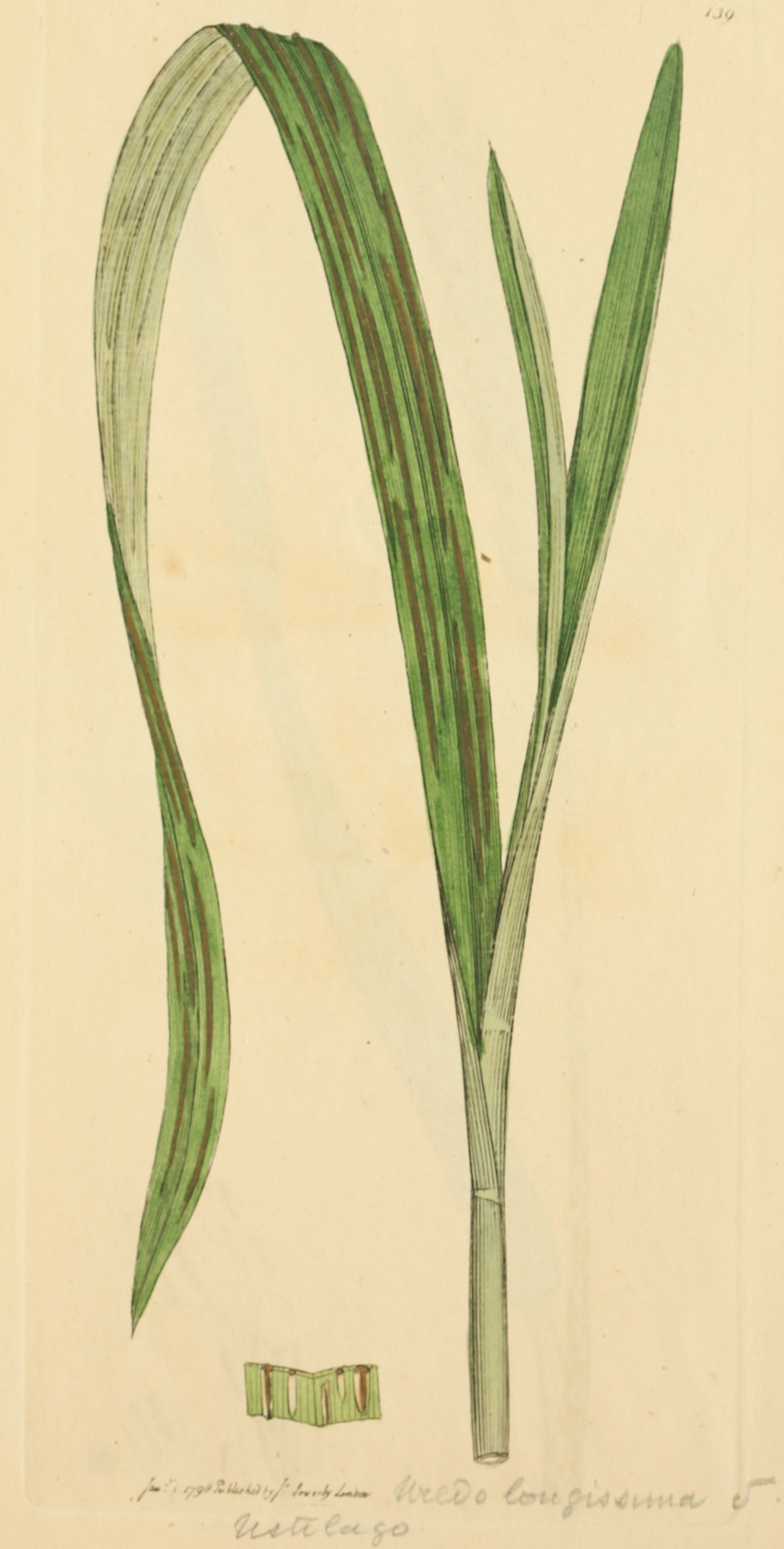
Giftsotens spormassa bildar strimmor på blad av Glyceria.

Sotsvampar (äldre namn brandsvampar) är ett samlingsnamn för svampar som tillhör ordningarna Tilletiales,  Ustilaginales och Urocystidales. Beteckningen är polyfyletisk (ordningarna tillhör två olika klasser inom Ustilaginomycotina) och saknar därför taxonomiskt värde. Sotsvamparna har fått sitt namn efter den sotliknande spormassan som bildas i den angripna växtens frön eller i andra delar.
Sotsvamparna angriper blomväxter: i synnerhet sädesslagen och andra gräs, men även tvåhjärtbladiga arter. Flera arter är allvarliga skadegörare inom jordbruket.

## Sotsvampar inom agrikultur
Några skadegörare inom jordbruket:
havreflygsot, Ustilago avenae, angriper havre
havretäcksot, Ustilago levis, angriper havre
hårdsot, Ustilago hordei, angriper korn
kornflygsot (nakensot), Ustilago nuda, angriper korn
veteflygsot, Ustilago tritici, angiper vete 
majssot Ustilago maydis, angriper majs
Sporisorium scitamineum, angriper sockerrör
potatissot, Thecaphora solani, angriper potatis (allvarlig skadegörare i Sydamerika)
stråsot, Urocystis occulta, angriper råg
löksot, Urocystis magica, angriper flera arter lök (särskilt matlök)
stinksot, Tilletia caries, angriper vete
dvärgstinksot, Tilletia contraversa, angriper vete
Flera arter angriper också gräs som används till djurfoder, exempelvis lostsot, Ustilago bullata som angriper lostor (Bromus) och arter inom grässotskomplexet, Ustilago striiformis s. lat., som orsakar strimsot på minst 165 gräsarter inom minst 44 olika släkten.
Sotsvampar bekämpas genom betning eller värmebehandling (med varmvatten, på senare tid även med ånga eller varmluft) av utsäde. Det finns också sädsorter som är mer eller mindre resistenta mot vissa typer av sotangrepp (exepmpelvis höstvetesorten Stava som är resistent mot stinksot och dvärgstinksot).
Flygsotsarterna hos vete och korn sprids vid blomningen genom luften från infekterade exemplar till pistillmärkena på friska blommor (så kallad blominfektion). Övriga arter som angriper säd sprids främst vid tröskningen, då sporer överförs till osmittade ax eller överförs till marken där de kan smitta nästa års utsäde (så kallad groddinfektion). Havreflygsot sprids på båda sätten. Stinksotsarternas sporer kan ligga vilande i marken i uppemot tio år.
Giftsot (strimsot), Ustilago filiformis (U. longissima), som bildar strimmor på bladen av jättegröe och andra Glyceria-arter, har uppgivits vara giftig och orsaka allvarliga förgiftningar, även med dödlig utgång, bland betande kreatur. Förgiftningarna beror dock på att dessa gräs producerar cyanogena glykosider, speciellt unga exemplar, men möjligen kan giftigheten öka vid giftsotsangrepp (angrepp av patogener, som sotsvampar, leder till stress och stress kan i sin tur leda till försvarsmekanismer som ökad produktion av cyanogena glykosider).

## Sotsvampar inom övrig kultur
Majs som angripits av majssot äts som huitlacoche i Mexiko.
Sotsvampar omtalas redan i bibeln. I Amos 4:9 står skrivet: "Jag lät er säd drabbas av rost och sot, jag lät trädgårdar och vinberg förtorka, era fikonträd och olivträd åt gräshopporna upp. Dock vände ni inte åter till mig, säger Herren.